# محمد عبد الوهاب (لاعب كرة قدم بحريني)
محمد عبد الوهاب (8 يونيو 1995) لاعب كرة قدم بحريني يلعب حاليا لصالح نادي الدرجة الأولى الرفاع الشرقي البحريني في مركز المهاجم من 2014.

## الإنجازات

### الرفاع
- الدوري البحريني الممتاز (2): 2012، 2014
- كأس الاتحاد البحريني (1): 2014